# Кастиадас
Кастиадас (итал. Castiadas) — коммуна в Италии, располагается в регионе Сельдиния, в провинции Кальяри.
Население составляет 1407 человек (2008 г.), плотность населения составляет 14 чел./км². Занимает площадь 103 км². Почтовый индекс — 9040. Телефонный код — 070.
Покровителем коммуны почитается святой Иоанн Креститель, празднование 24 июня.

## Демография
Динамика населения:

## Администрация коммуны
- Официальный сайт: https://web.archive.org/web/20190724165814/http://www.comune.castiadas.ca.it/